# العلاقات البرتغالية الكورية الجنوبية
العلاقات البرتغالية الكورية الجنوبية هي العلاقات الثنائية التي تجمع بين البرتغال وكوريا الجنوبية.

## مقارنة بين البلدين
هذه مقارنة عامة ومرجعية للدولتين:
| وجه المقارنة                                              | البرتغال                                                  | كوريا الجنوبية                                                          |
| --------------------------------------------------------- | --------------------------------------------------------- | ----------------------------------------------------------------------- |
| المساحة (كم2)                                             | 92.21 ألف                                                 | 100.30 ألف                                                              |
| عدد السكان (نسمة)                                         | 10.60 مليون                                               | 51.47 مليون                                                             |
| الكثافة السكانية (ن./كم²)                                 | 114.95                                                    | 513.16                                                                  |
| العاصمة                                                   | لشبونة                                                    | سول                                                                     |
| اللغة الرسمية                                             | اللغة البرتغالية، اللغة الميراندية                        | اللغة الكورية                                                           |
| العملة                                                    | يورو، اسكودو برتغالي                                      | وون كوري جنوبي                                                          |
| الناتج المحلي الإجمالي (بليون دولار)                      | 217.57 مليار                                              | 1.53 تريليون                                                            |
| الناتج المحلي الإجمالي (تعادل القوة الشرائية) بليون دولار | 307.82 مليار                                              | 1.75 تريليون                                                            |
| الناتج المحلي الإجمالي الاسمي للفرد دولار أمريكي          | 19.22 ألف                                                 | 27.22 ألف                                                               |
| الناتج المحلي الإجمالي للفرد دولار أمريكي                 | 28.76 ألف                                                 |                                                                         |
| مؤشر التنمية البشرية                                      | 0.830                                                     | 0.901                                                                   |
| رمز المكالمات الدولي                                      | +351                                                      | +82                                                                     |
| رمز الإنترنت                                              | .pt                                                       | .kr                                                                     |
| المنطقة الزمنية                                           | توقيت غرب أوروبا، توقيت غرب أوروبا الصيفي، أوروبا/لشبونة ‏ | توقيت كوريا الجنوبية، ت ع م+09:00، آسيا/سيول ‏، ت ع م+08:00، ت ع م+08:30 |

## منظمات دولية مشتركة
يشترك البلدان في عضوية مجموعة من المنظمات الدولية، منها:
| علم المنظمة | اسم المنظمة                               | تاريخ انضمام البرتغال | تاريخ انضمام كوريا الجنوبية |
| ----------- | ----------------------------------------- | --------------------- | --------------------------- |
|             | مؤسسة التمويل الدولية                     | 8 يوليو 1966          | 16 مارس 1964                |
|             | مجموعة أستراليا                           | 1985                  | 1996                        |
|             | يونسكو                                    | 11 مارس 1965          | 14 يونيو 1950               |
|             | مجموعة الموردين النوويين                  | ?                     | ?                           |
|             | الوكالة الدولية للطاقة                    | ?                     | ?                           |
|             | مؤسسة التنمية الدولية                     | 29 ديسمبر 1992        | 18 مايو 1961                |
|             | منظمة التعاون الاقتصادي والتنمية          | 4 أغسطس 1961          | 12 ديسمبر 1996              |
|             | المركز الدولي لتسوية المنازعات الاستشارية | 1 أغسطس 1984          | 23 مارس 1967                |
|             | وكالة ضمان الاستثمار متعدد الأطراف        | 6 يونيو 1988          | 12 أبريل 1988               |
|             | منظمة حظر الأسلحة الكيميائية              | ?                     | ?                           |
|             | البنك الإفريقي للتنمية                    | ?                     | ?                           |
|             | الأمم المتحدة                             | 14 ديسمبر 1955        | 17 سبتمبر 1991              |
|             | منظمة الشرطة الجنائية الدولية             | ?                     | ?                           |
|             | البنك الدولي للإنشاء والتعمير             | 29 مارس 1961          | 26 أغسطس 1955               |
|             | الفريق المعني برصد الأرض                  | ?                     | ?                           |
|             | الاتحاد البريدي العالمي                   | ?                     | ?                           |
|             | منظمة التجارة العالمية                    | ?                     | ?                           |
|             | المنظمة الهيدروغرافية الدولية             | ?                     | ?                           |
|             | بنك التنمية الآسيوي                       | 2002                  | 1966                        |
|             | نظام تحكم تكنولوجيا القذائف               | 1992                  | 2001                        |

## أعلام
هذه قائمة لبعض الشخصيات التي تربطها علاقات بالبلدين:
- ألكسندر إي أوسيبيو (مغني كوري جنوبي، 29 يوليو 1988 – )

## وصلات خارجية
- موقع وزارة الخارجية البرتغالية
- موقع وزارة الخارجية الكورية الجنوبية